# Pseudovolucella eristaloides
Pseudovolucella eristaloides är en tvåvingeart som beskrevs av Enrico Adelelmo Brunetti 1913. Pseudovolucella eristaloides ingår i släktet Pseudovolucella och familjen blomflugor. Inga underarter finns listade i Catalogue of Life.